# Marc Polmans
Marc Polmans (født 2. maj 1997 i Amanzimtoti, Sydafrika) er en professionel tennisspiller fra Australien.